# 세 아카틀 토필친 케찰코아틀
세 아카틀 토필친 케찰코아틀(나와틀어: Cē Ācatl Topiltzin Quetzalcoatl [sɛː ɑːkatɫ toˈpilt͡sin ketsalˈkoatɬ]: 895년경-947년)은 16세기 나와틀어 역사기록에 등장하는 반전설적 존재로, 아스텍 이전에 멕시코 계곡을 지배했던 10세기 톨텍 제국의 황제였다고 한다.
세 아카틀 토필친 케찰코아틀은 톨텍 문명에서 가장 큰 도시 톨란의 군주였다. 그는 10세기 1 아카틀에 태어났다고 하는데, 이는 서양력으로 895년 5월 13일에 해당한다. 태어난 장소는 오늘날의 테포스틀란이라고 한다. 다양한 문헌에서 그의 부친으로 네 명의 사람들이 제각기 비정되는데, 가장 흔한 것은 믹스코아틀이다. 믹스코아틀은 불과 사냥의 신의 이름인데, 톨텍 시대의 메소아메리카인 지도자들은 자신의 수호신의 이름을 자기 이름으로 사용하고 했던 것으로 보인다. 모친은 언급이 없는 경우도 있지만 대개 치말만으로 여긴다.
세 아카틀 토필친 케찰코아틀의 유년기에 대해서는 거의 기록이 없고, 대부분의 문헌에서 그는 처음에 전사로서 이름을 날리다가 이후 사제가 되었다. 그는 톨텍인들 사이에 자신의 지도력을 세우고, 그들을 데리고 톨란으로 이주했다. 그의 치세에 톨텍인들은 평화와 번영을 누렸고, 사제왕 세 아카틀 토필친 케찰코아틀은 톨텍 문명의 생활방식에 기여했다. 그의 추종자들은 그를 지상에 내려온 신으로 여겼다. 전설에 따르면 이 "인간-신"은 서양력 947년 되는 해에 53세의 나이로 멕시코만 해안의 틀릴란틀라팔란으로 카누를 타고 가서 분신자살했다고 한다.
그는 인신공양을 자기 대에 끝내고, 대신 뱀과 새를 비롯한 짐승을 제물로 바치게 했다. 자신이 경건함의 진정성을 증명하고, 인간의 피를 더 이상 바치지 않음으로써 발생한 신들에 대한 부채를 갚기 위해 그는 뱀 숭배 신앙을 만들었다. 토필친 케찰코아틀이 만든 이 종교에서는 다른 사람을 제물로 바치는 대신 자해를 하도록 했다. 또한 사제들은 순결을 지킬 것과 어떠한 종류의 타락도 하지 않을 것을 요구했다. 이런 정책들로 인해 토필친은 봉신들에게 존경받았으며 또 이후 여러 세대동안 존경받았다. 그래서 이후 군주들은 자신의 정통성을 강조하기 위해 토필친의 후손을 자처하게 되었다.
프란치스코회 선교사 베르나르도 데 사아군이 쓴 『플로렌스의 서』에 따르면, 톨텍 이후 그 일대를 지배하게 된 아스텍인들은 케찰코아틀이 언젠가 돌아오리라는 전설을 가지고 있었고, 모테크소마 쇼코요친이 에르난 코르테스를 그 케찰코아틀로 착각했다고 한다. 그 외에도 여러 선교사들이 원주민들이 정복자들을 신으로 착각했다는 서사를 확대재생산했다. 오늘날에는 대부분의 역사학자들이 "케찰코아틀 = 코르테스 신화"를 정복 이후 초기 시대에 발생한 많은 만들어진 신화들 중 하나에 불과하다고 여긴다. 하지만 모테크소마의 케찰코아틀 신앙이 코르테스의 정복을 조금이라도 도운 부분이 있으리라고 생각하는 학자도 여전히 소수 남아 있다.